# Catagonus wagneri
Catagonus wagneri är en däggdjursart som först beskrevs av Carlos Rusconi 1930.  Catagonus wagneri är ensam i släktet Catagonus som ingår i familjen navelsvin. Inga underarter finns listade. Dessutom finns en utdöd art i samma släkte beskriven, Catagonus metropolitanus.
Det svenska trivialnamnet Chacopekari som syftar på slättlandsområdet Gran Chaco förekommer för arten.
Arten blev 1930 beskriven efter kvarlevor och vid denna tidpunkt antogs att Catagonus wagneri var utdöd sedan några årtionden. Först i början av 1970-talet upptäcktes levande individer, vilket bekräftades 1975.

## Utseende
Med en kroppslängd (huvud och bål) av 90 till 110 cm, en svanslängd av 2,5 till 10 cm och en vikt mellan 30 och 40 kg är arten störst i familjen navelsvin. Pälsen är grov som en borst och har huvudsakligen en gråbrun färg. På ryggens topp är håren mörkare och vid axlarna finns ljusa diagonala strimmor som kan vara lite otydliga. Typisk för arten är de stora öronen och vita hår vid nosen. Dessutom har Catagonus wagneri tre tår vid bakfoten istället för två som hos andra navelsvin.

## Utbredning och habitat
Detta navelsvin förekommer i västra Paraguay och angränsande områden av sydöstra Bolivia och norra Argentina. Catagonus wagneri vistas där i torra habitat med taggiga buskar, ananasväxter, växter av akaciasläktet och mer eller mindre glest fördelade träd.

## Ekologi
Individerna är aktiva på dagen och lever i flockar som vanligen har upp till 10 medlemmar. Gruppen består oftast av fyra eller fem vuxna djur och deras ungar. Reviret är 600 till 1 100 hektar stort och markeras med körtelvätska.
Födan utgörs av olika växtdelar som finns i utbredningsområdet som rötter, kaktusfrukter, andra frukter och örter. I mindre mått äts insekter som myror och termiter samt as. I flera fall observerades att Catagonus wagneri slickar salt från stenar.
Honor har allmänt bara en kull per år. Dräktigheten varar ungefär 150 dagar och sedan föds upp till fyra ungar. Det är oftast äldre honor som har flest ungar. Ungdjuren kan redan efter några timmar gå på egna ben. Honor blir tidigast könsmogna vid ett års ålder men för några honor dröjer det åtta år innan de får sina första ungar. Livslängden i naturen uppskattas vara nio år.

## Hot och status
Catagonus wagneri hotas av jakt för köttets, pälsens och hudens skull och av urbanisering i utbredningsområdet. Många individer faller offer för sjukdomar och större kattdjur. IUCN befarar att beståndet minskar med 50 procent under de följande 18 åren (tre generationer). Arten kategoriseras därför globalt som starkt hotad.